# Powerless (seriál)
Powerless je americký televizní sitcom, natočený na motivy komiksů vydavatelství DC Comics, který byl vysílán v roce 2017 na stanici NBC. Jeho autorem je Ben Queen. Vzniklo celkem dvanáct dílů, poslední tři nebyly v USA odvysílány.

## Příběh
Hlavní postavou seriálu je mladá Emily Locke, nová ředitelka oddělení výzkumu a vývoje ve společnosti Wayne Security (dceřiné firmy Wayne Enterprises) sídlící ve městě Charm City. Ta se specializuje na vývoj výrobků, jež pomáhají obyčejným lidem ochránit se, neboť jsou ohrožováni častými souboji superhrdinů a superpadouchů. Společnost vede Van Wayne, bratranec Bruce Waynea, který má ambici dosáhnout postu v mateřské firmě v Gothamu.

## Obsazení
- Vanessa Hudgens jako Emily Locke
- Danny Pudi jako Teddy
- Christina Kirk jako Jackie
- Ron Funches jako Ron
- Alan Tudyk jako Vanderveer „Van“ Wayne

## Seznam dílů
| Č. v seriálu | Původní název                | Režie             | Scénář                              | Premiéra v USA                |
| ------------ | ---------------------------- | ----------------- | ----------------------------------- | ----------------------------- |
| 1            | Wayne or Lose                | Marc Buckland     | Justin Halpern a Patrick Schumacker | 2. února 2017                 |
| 2            | Wayne Dream Team             | Marc Buckland     | Dean Lorey                          | 9. února 2017                 |
| 3            | Sinking Day                  | Jay Chandrasekhar | Paul Mather                         | 16. února 2017                |
| 4            | Emily Dates a Henchman       | Matt Sohn         | Neel Shah                           | 23. února 2017                |
| 5            | Cold Season                  | Clark Mathis      | Amy Mass                            | 9. března 2017                |
| 6            | I'ma Friend You              | Alex Reid         | Sabrina Jalees                      | 30. března 2017               |
| 7            | Van v Emily: Dawn of Justice | Jaffar Mahmood    | Greg Lisbe a Jared Miller           | 6. dubna 2017                 |
| 8            | Green Furious                | Michael McDonald  | Dean Lorey                          | 13. dubna 2017                |
| 9            | Emergency Punch-Up           | Linda Mendoza     | Lillian Yu                          | 20. dubna 2017                |
| 10           | No Consequence Day           | Joe Nussbaum      | Maggie Bandur                       | 12. května 2017 (Nový Zéland) |
| 11           | Win, Luthor, Draw            | Rebecca Asher     | Paul Mather                         | 19. května 2017 (Nový Zéland) |
| 12           | Van of the Year              | Michael Weaver    | Maggie Bandur                       | 26. května 2017 (Nový Zéland) |